# Pérassay
 Pérassay  es una población y comuna francesa, en la región de  Centro, departamento de Indre, en el distrito de La Châtre y cantón de Sainte-Sévère-sur-Indre.

## Demografía
| 700 | 650 | 535 | 501 | 449 | 443 |
| Para los censos de 1962 a 1999 la población legal corresponde a la población sin duplicidades (Fuente: INSEE [Consultar]) |     |     |     |     |     |